# Филипинци
Филипинци су аустроазијска етничка група са острва Филипина.
Постоји око 104 милиона Филипинаца на Филипинима, и око 11 милиона ван Филипина. Постоји око 180 језика у Филипинима, а већина њих припадају аустронежанској језичној групи. Највећи број говорника говори тагалог и себуано. Службени језици на Филипинима су филипински и енглески, а већина Филипинаца су двојезични или тројезични.
Већина Филипинаца себе колоквијално назива Пиној (жен. Пинај), што је сленг направљен од последња четири слова филипински и додавањем суфикса -y. Назив филипински први је дао шпански истраживач Руј Лопез де Вилалобос, који је назвао острво лас Ислас Филипинас (Филипинска острва) по шпанском краљу Филипу II.
Филипини су била шпанска колонија више од 300 година, због чега су филипинска култура и људи доста хиспанизовани. Око 90% филипинског становништва идентификује се као римокатолици, а много њих имају шпанска имена. Филипински Одел за статистику не броји људе према расној подели тако да службени податак о броју Филипинаца са шпанским пореклом није познат. Истраживање које су провели на Универзитету Станфорд на темељу ДНК узорака даје податке да 3,6% Филипинаца имају европске гене.